# Stalagnat

Stalagnat (E)

Ein Stalagnat (auch Sintersäule, Tropfsteinsäule oder kurz „Säule“ genannt) ist eine Tropfsteinform, die sich aus einem Stalaktiten und einem Stalagmiten gebildet hat. Ein Stalaktit ist ein von der Decke einer Höhle hängender Tropfstein. Ihm wächst meistens als Gegenstück ein Tropfstein vom Boden entgegen, der Stalagmit. Wachsen beide zusammen, so bildet sich eine Säule, Stalagnat genannt.

## Beschreibung
Der Stalaktit entsteht in Höhlen an Stellen, wo kalkgesättigtes Wasser von der Decke austritt. Kohlensäurehaltiges Wasser dringt in das Gestein ein und lagert bedingt durch die Oberflächenspannung an der Decke eines Hohlraums Calcit ab, Sinter genannt. Die Wassertropfen lagern am Boden ebenfalls Kalk ab, und es entsteht ein Stalagmit. Die beiden Tropfsteinarten wachsen aufeinander zu.
In Höhlenbereichen mit einem Höhlenbach oder mit Lehmboden, wo eine Stalagmitbildung nicht möglich ist, kann der Stalaktit auch alleine bis zum Boden wachsen, und, wenn sich dessen Beschaffenheit inzwischen geändert hat, mit diesem verbinden. Dadurch entsteht ein Stalagnat, der nur aus einem Stalaktiten hervorgegangen ist.
Tropfsteine wachsen sehr langsam. Nach der Bildung von Stalaktiten und Stalagmiten kann es mehrere Jahrhunderte bis Jahrtausende dauern, bis sie zusammenwachsen. Ist der Abstand mehrere Meter groß, kann der Deckentropfstein vor der Bildung einer Säule durch sein eigenes Gewicht von der Decke abreißen und abstürzen. Nach dem Zusammenwachsen beider Tropfsteine ändert sich mit der Zeit ihre Gestalt: Kalk lagert sich nun nicht nur an den Tropfstellenbereichen, sondern auf der gesamten Länge der Säule ab. Die Berührungsstelle der Tropfsteine wird dadurch immer dicker, sodass nach einiger Zeit eine optische Trennung der Tropfsteine kaum noch möglich ist. Stalagnate haben meistens einen kreisförmigen Grundriss und sind nach oben schmaler. Manche bilden auch stufenförmige Absätze aus, die mit jeder Stufe nach oben hin dünner werden.

## Galerie

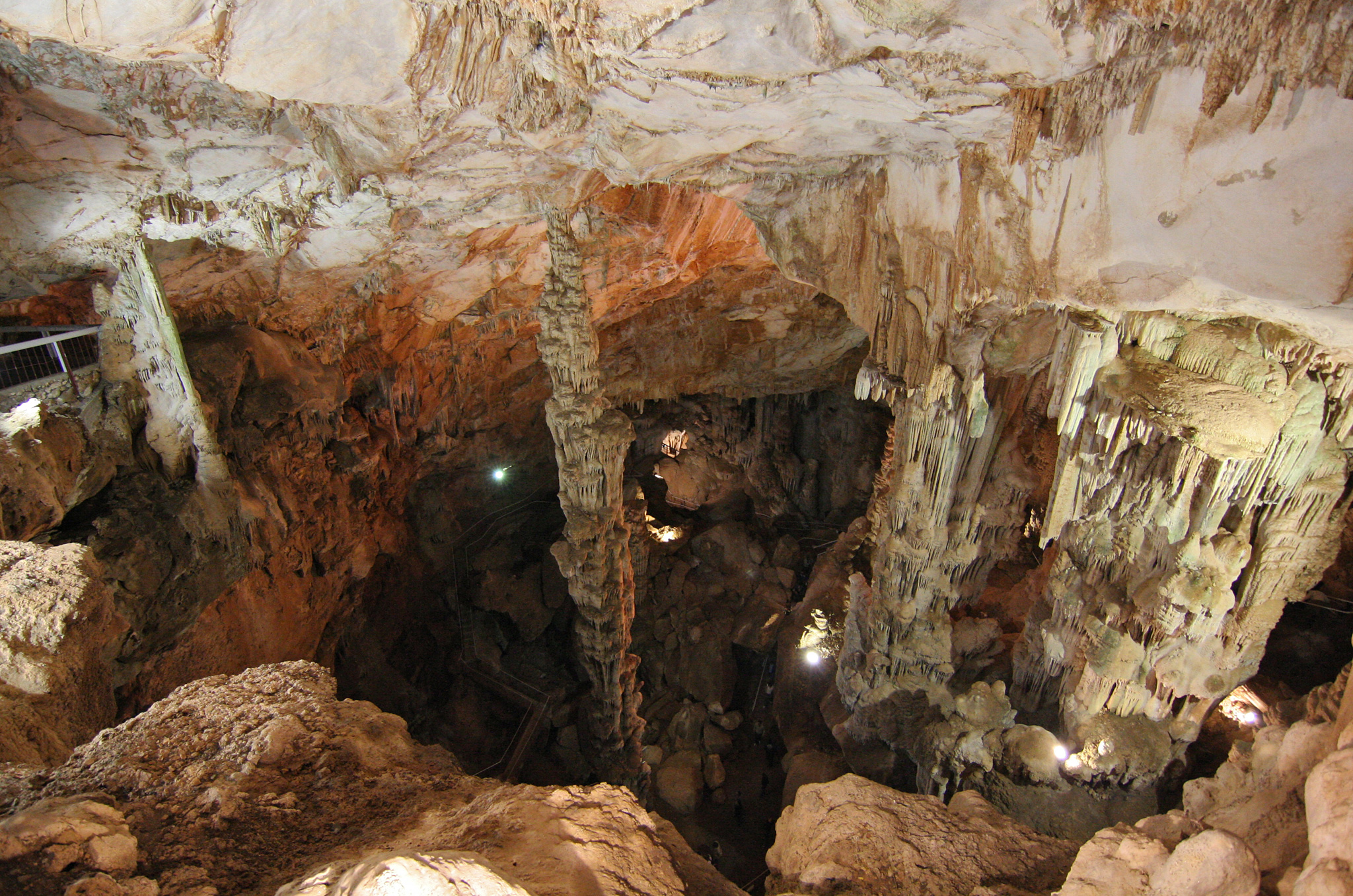
Grotta di Ispinigoli – mit 38 Meter Höhe der größte Tropfstein Europas
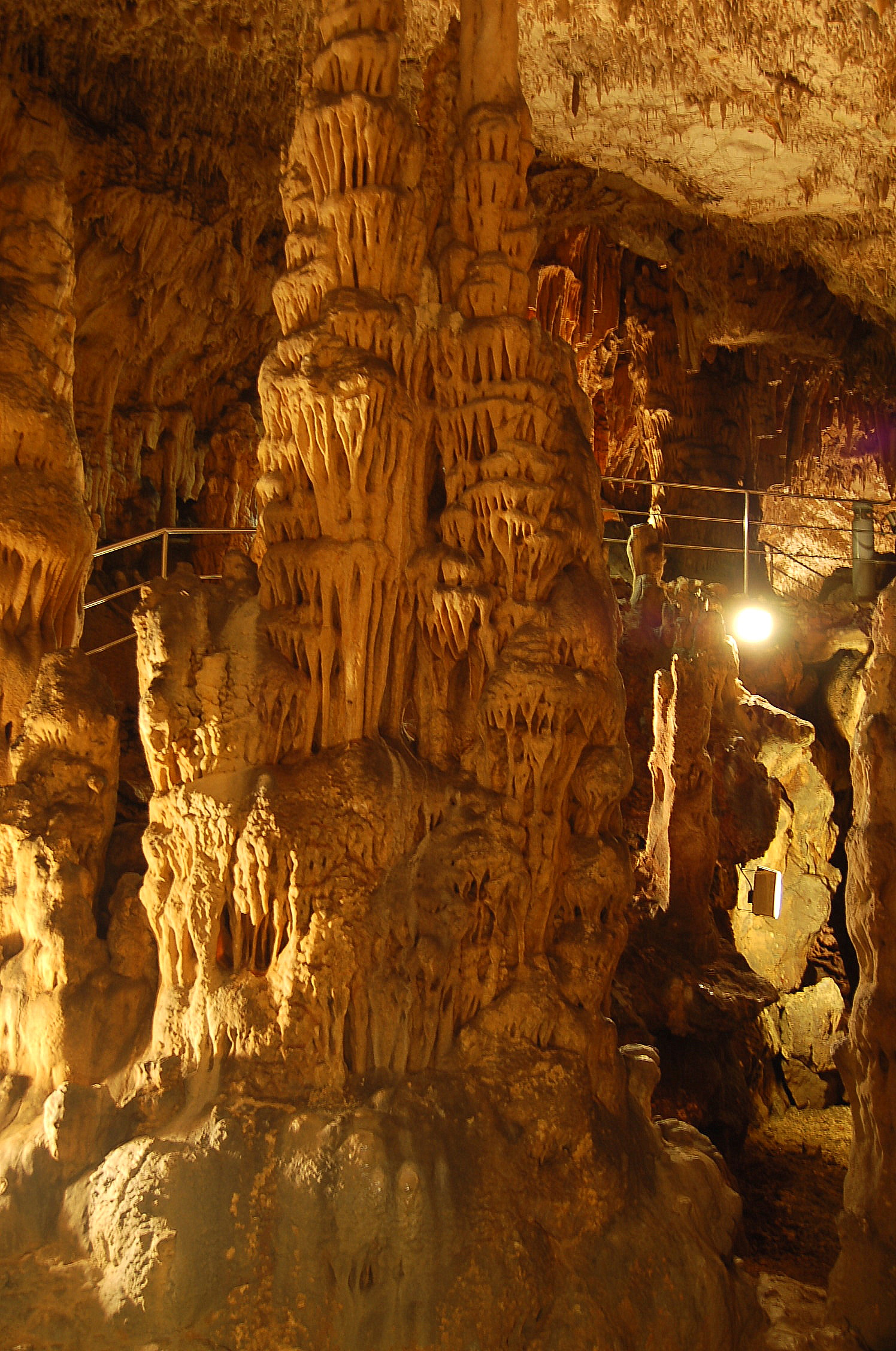
Tropfsteinhöhle Biserujka in der Gemeinde Dobrinj, Insel Krk, Kroatien
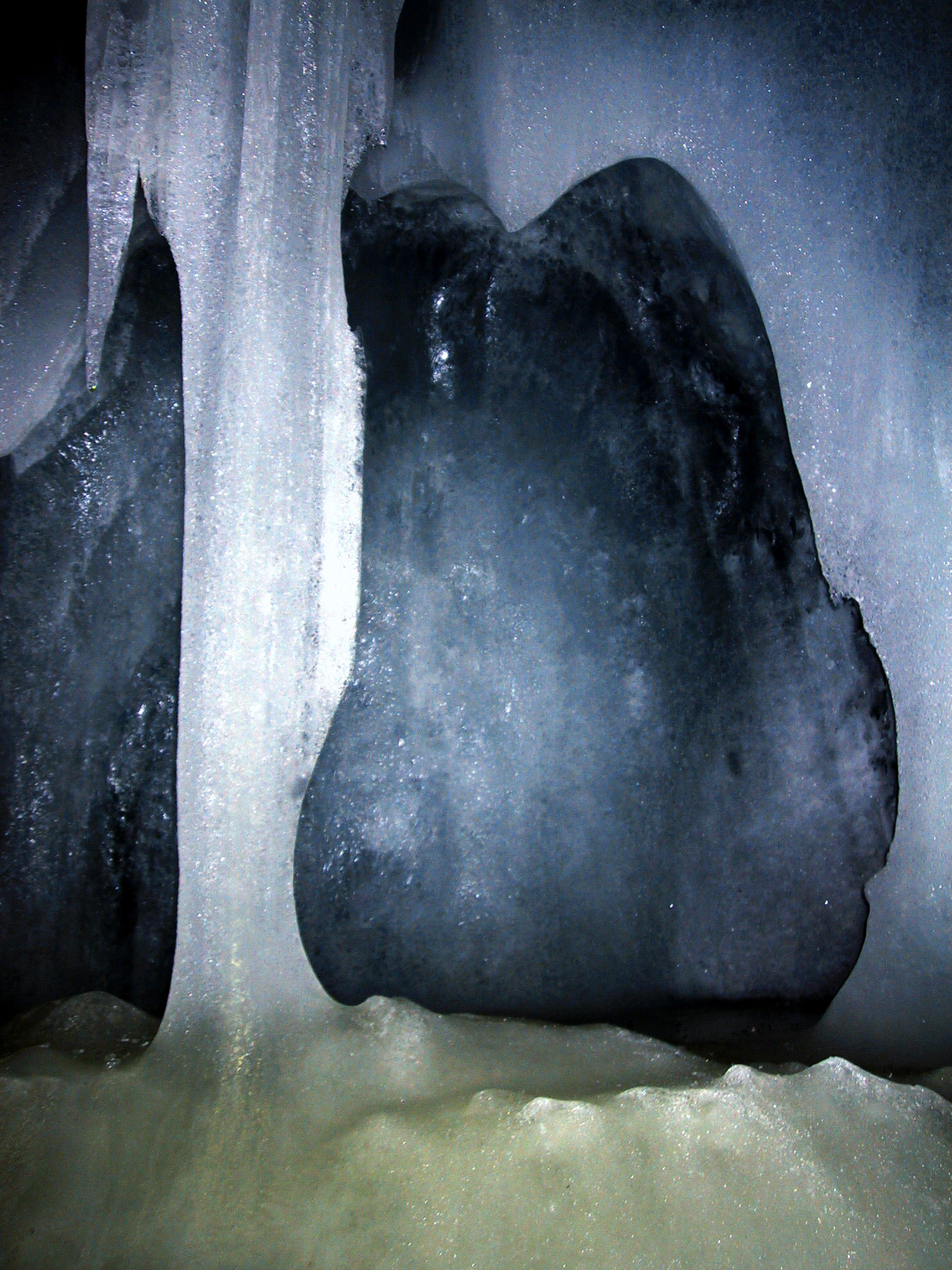
Eisstalagnat, Werfener Eisriesenwelt